# Базок (Орн)
Базок (фр. Bazoque) насеље је и општина у северној Француској у региону Доња Нормандија, у департману Орн која припада префектури Аржантан.
По подацима из 2011. године у општини је живело 250 становника, а густина насељености је износила 96,53 становника/km². Општина се простире на површини од 2,59 km². Налази се на средњој надморској висини од 169 метара (максималној 202 m, а минималној 134 m).

## Демографија
| 1962. | 1968. | 1975. | 1982. | 1990. | 1999. | 2011. |
| ----- | ----- | ----- | ----- | ----- | ----- | ----- |
| 130   | 145   | 152   | 174   | 199   | 192   | 250   |

График промене броја становника у току последњих година